# HMS Excellent (1787)
HMS Excellent (1787) — 74-пушечный линейный корабль третьего
ранга. Первый корабль Королевского флота, названный HMS Excellent.
Одиннадцатый корабль типа Arrogant. Заложен в марте 1782 года. Спущен на воду 27 ноября 1787 года на верфи в Харвиче . Относился к так называемым «обычным 74-пушечным кораблям», нёс на верхней орудийной палубе 18-фунтовые пушки.

## Служба
6 февраля 1797 года Excellent под командованием капитана Катберта Коллингвуда присоединился к эскадре Джервиса у мыса Сент-Винсент. 14 февраля 1797 принял участие в сражении у мыса Сент-Винсент, в котором британский флот из 15 линейных кораблей одержал победу над более сильным испанским флотом по командованием Хосе де Кордовы. Excellent принял активное участие в битве, ведя бой сначала с 112-пушечным Salvador del Mundo, а затем с 74-пушечным San Isidro, потерявшим к тому времени все свои мачты. После непродолжительной обороны San Isidro сдался, а вскоре под огнём Irresistible и Diadem сдался и Salvador del Mundo. Оставив призы на подходящие фрегаты Excellent, пришел на помощь Нельсону на Captain, который вёл бой с 80-пушечным San Nicolás. Подойдя к испанскому кораблю на несколько метров Excellent открыл огонь. Пытаясь уклониться от разрушительных залпов Excellent, San Nicolás столкнулся с другим испанским кораблем, 112-пушечным San Jose, сильно пострадавшим от огня Captain, Culloden и Prince-George. Captain к тому времени стал практически неуправляемым, и у англичан не оставалось другого выбора, кроме как попытаться взять испанцев на абордаж. Подойдя вплотную к San Nicolas абордажная команда Нельсона атаковала его, и, после того как испанский корабль сдался, перебралась с него на второй корабль, San Josef, который вскоре тоже капитулировал. Потери Excellent в сражении составили 11 человек убитыми и 12 ранеными.
31 марта 1797 года Excellent вместе с эскадрой Джона Джервиса вышел из Лиссабона к Кадису, куда отступил побежденный испанский флот. Принимал участие в блокаде Кадиса.
9 октября 1799 года Excellent под командованием капитана Роберта Стопфорда преследовал 18-пушечный французский корвет
Aréthuse. Aréthuse попытался бежать, но из-за повреждения такелажа не смог оторваться от погони и был атакован Excellent. После короткого сражения Aréthuse спустил глаг в знак капитуляции. Позже он был принят Королевский флот как HMS Raven.
9 апреля 1802 года в Доминике восстали солдаты 8-го Вест-Индского полка. Они убили трех офицеров, а остальных схватили и поместили под арест в Форт Ширли. На следующий день Magnificent, который стоял на якоре в заливе Принца Руперта, направил партию морских пехотинцев на берег чтобы восстановить порядок.
Excellent, фрегат Severn и шлюп Gaiete оказали помощь Magnificent, также отправив морских пехотинцев. 12 апреля губернатор Кокрейн вошел в Форт Ширли с двумя полками и восстание было подавлено.
28 июля 1809 года Excellent, под командованием капитана Джона Уэста, стоял на якоре у Триеста вместе с 18-пушечным шлюпом Acorn, капитан Роберт Клефан, и 16-пушечным шлюпом Bustard, капитан Джон Дафф Маркланд, когда был обнаружен конвой противника, идущий вдоль северного берега к этому порту. С целью отрезать конвой капитан Уэст занял позицию между ними и их портом назначения. Видя это конвой укрылся в Дуине, порту в четырех лигах к северо-западу от Триеста. Тогда капитан Уэст решил атаковать и захватить эти суда, для чего в 10 часов вечера он направил к ним два шлюпа и все шлюпки с Excellent под командованием своего первого лейтенанта Джона Харпера. В полночь британцы вошли в гавань и захватили шесть канонерских лодок и 10 груженых требак, потеряв при этом 2 человек убитыми и 7 ранеными.
В 1820 году у Excellent была срезана верхняя палуба и он был превращен в 58-пушечный тяжелый фрегат. С 1830 года он служил в качестве учебного корабля, о оставался им пока не был отправлен на слом и разобран в 1835 году .